# 利奥波德 (霍亨索伦)
霍亨索伦亲王利奥波德（1835年9月22日—1905年6月8日），是霍亨索伦家族士瓦本分支的首领。他在普法战争時期，在欧洲强权政治中扮演了短暂的角色。

## 生平
1835年利奧波德出生于霍亨索倫-西格馬林根侯國克劳亨维斯。当霍亨索伦-黑欣根支系灭亡时，该支系继承了王朝在士瓦本的所有領土。
利奥波德的父母是巴登的约瑟芬和霍亨索伦亲王卡尔·安东。利奥波德是罗马尼亚国王卡罗尔一世的哥哥，也是未来罗马尼亚国王费迪南德的父亲。
1861年，利奧波德與葡萄牙國王斐迪南二世、女王瑪麗亞二世兩人的次女安東妮亞公主結婚，育有3子。
1866年羅馬尼亞兵變，庫札大公退位流亡，利奧波德之弟卡罗尔一世被選為罗马尼亚大公，後稱國王。卡罗尔一世無子，收繼了利奧波德之次子斐迪南為太子，繼承罗马尼亚王位。
1868年西班牙的胡安·普里姆将军發動兵變，推翻了伊莎贝拉二世女王，1870年胡安·普里姆想請利奥波德亲王入繼王位，法國拿破崙三世認為這是普魯士首相俾斯麥刻意令法國腹背受敵，假如由利奧波德擔任西班牙國王，法國將被霍亨索倫家族所屬的普魯士及西班牙圍困，表達對普魯士不惜一戰。威廉一世迫於法國壓力，因此放棄與俾斯麥合作，公開表示不贊成利奥波德亲王繼承西班牙王位，令俾斯麥非常失望。威廉一世並施壓利奥波德亲王與利奥波德的父親卡尔·安东亲王，卡尔·安东立刻向法國表示，自己兒子宣布放棄西班牙王位。
但法國駐普魯士大使文森特·貝內德狄進而要求威廉一世承諾，霍亨索倫家族永遠放棄西班牙王位，這令威廉一世憤怒。俾斯麥乘機發了埃姆斯密電，埃姆斯密電中簡略的敘述導致似乎是法國使節求見威廉一世，反遭威廉一世羞辱，另外翻譯問題也造成了法國人的憤慨。比如國王派副官拉齊維烏親王（Radziwill）做為聯絡官，但法文翻譯的adjudant（附属官）在法國通常是低级士官。
埃姆斯密電引爆了普法戰爭。法國在数日后对普鲁士宣战，作为回应，普鲁士和北德意志邦联其他成员国对法宣战，同时南德四邦迅速倒向普鲁士。普法战争以法国的失败和法兰西第二帝国的崩溃告终。德意志帝国宣告建立，同时得到了阿尔萨斯和部分洛林以及大量战争赔款。
利奥波德最终也沒有成為西班牙國王，1880年利奥波德还放弃了对罗马尼亚王位的宣称，而将其让给了他的儿子们。
1885年，利奥波德继承父亲的头衔，成为霍亨索伦亲王。1893年西格马林根城堡失火后，他为城堡的重建做出了巨大贡献。1905年利奥波德在柏林逝世，享年69岁。